# Moroův reflex

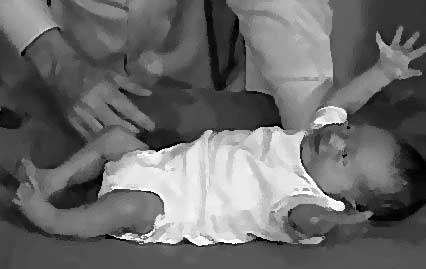
Moroův reflex

Moroův reflex spadá do kategorie tzv. primárních reflexů, které jsou součástí běžného raného vývoje . Každý reflex se však vyskytuje pouze do určitého věku dítěte a poté postupně vymizí. Pokud se reflexy u novorozence či kojence neobjevují, anebo přetrvávají i tehdy, kdy už měly vymizet, může jít u dítěte o nějaký neurologický problém, například může jít o abnormální vývoj mozkové funkce.

## Moroův reflex
Moroův reflex je jedním z nejzřetelnějších a nejběžnějších reflexů vyskytujících se u novorozenců a kojenců . Tento reflex se skládá z několika pohybů. Nejdříve jde o náhlý, symetrický pohyb rukou nahoru a do stran, dlaně jsou otevřené a dítě se nadechuje. Některé děti na chvíli strnou – zrychluje se tep, zvyšuje krevní tlak a rudne kůže na hlavě . Nakonec přichází postupné vracení rukou k tělu jakoby do objetí, spolu s výdechem a často pláčem či křikem . Reflex může být spuštěn téměř jakýmkoliv intenzivním senzorickým podnětem, avšak dnes se nejčastěji jako spouštěč používá pocit dítěte, že přepadne dozadu. Novorozenci či kojenci se zvedne hlava a část zad a následně se pustí, aby dítě padalo dozadu. Je však samozřejmě potřeba dítě brzo zachytit, aby nenarazilo hlavou na podložku . Dítě má pocit, že padá, a spustí se tak Moroův reflex. Tento způsob je nejúčinnější, ale někdy se používá i hlasitý zvuk či položením dítěte na podložku, se kterou se následně trhne .
Reflex je pozorovatelný ihned po narození dítěte a přetrvává většinou do 4 měsíce věku dítěte. Některé studie uvádějí přetrvávání reflexu až do 6 měsíce, kdy jeho výskyt ještě není patologický, ale v pozdějším věku již ano .

## Autor konceptu a jeho nástupci

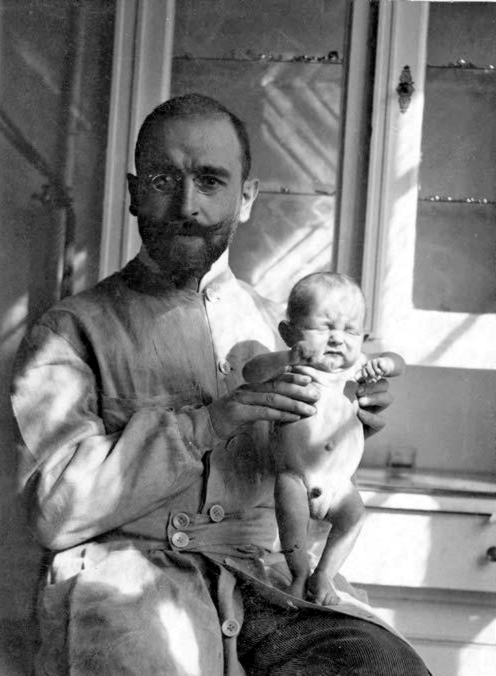
Ernst Moro

Autorem reflexu je Ernst Moro, který se narodil 8. prosince 1874 v Lublani, hlavním městě Slovinska. Stal se pediatrem a jeho kariéra začala v Eschrerichově laboratoři, kde zkoumal fyziologii zažívání u novorozenců. V roce 1908 docílil mezinárodní prestiže díky svému kožnímu testu na tuberkulózu. Moroův reflex popsal roku 1918. Byl také habilitován profesorem pediatrie na univerzitě v Heidelbergu. Moro odešel z nemocnice, kde pracoval, roku 1936, kdy se k moci dostali Nacisté, neboť jeho žena byla židovského původu. Provozoval soukromou praxi a v roce 1948 odešel do důchodu 
Pro Mora byl reflex v první řadě odezvou na strach a cítil, že pohyby rukou dítěte, které se přibližují v jakémsi sevření, představují snahu dítěte o obejmutí matky. Aspekt obejmutí velmi zdůrazňoval, a i proto reflex ve své práci pojmenoval „Umklammerungs-reflex“ (v angličtině „clasping reflex“; clasp = obejmutí, sevření) .
Tři roky po první Morově zmínce o tomto reflexu, jej podrobněji popsal Freudenberg E. ve své práci „Der Morosche Umklammerungs- reflex und das Brudzinskische Nachenzeichen als Reflexe des Sauglingsalters,“, kde se zaměřil i na pohyby nohou, které však nejsou natolik zřetelné. Zabýval se také otázkou původu reflexu a zkoumal, v jakém věku je přítomný .

## Absence/abnormality
Absence Moroova reflexu u novorozence a mladšího kojence může být v důsledku komplikací při porodu, přidušení, nitrolebečního krvácení, infekce, vrozené deformace mozku a dalších aspektů. Asymetrická reakce často značí lokální poškození, například poškození skupiny nervů vedoucí do jedné z paží . Naopak přehnaná reakce dítěte na podnět může být způsobena užíváním drog matkou během těhotenství . Reflexy v současnosti slouží jako kontrola normálního vývoje mozkových funkcí. Autoři některých studií však popisují asymetrickou reakci i u zdravých novorozenců a kojenců. A naopak například u žádného z novorozenců se zlomeninou klíční kosti nebyl Moroův reflex asymetrický . Moroův reflex je tedy ohledně zkoumání zdravotního stavu dítěte důležitý, ale neměl by být diagnosticky přeceňován .

## Výskyt u předčasně narozených dětí
Jak bylo zmíněno výše u popisu Moroova reflexu, reflex se skládá z extenze a abdukce paže, ale také následně z její flexe a přitažení k tělu. Extenze byla u předčasně narozených dětí přítomná již ve 25 týdnech PCA (PCA = post-conceptual age: součet věku dítěte v týdnech v době narození a týdnů od narození). Druhá část reflexu se objevovala od 28 týdnů PCA a kompletní Moroův reflex byl u více než poloviny předčasně narozených dětí přítomný od 37 týdnů PCA .

## Moroův reflex a ADHD
Dlouho přetrvávající primitivní reflexy mohou, ale také nemusí, být spojeny s určitými neuropsychiatrickými onemocněními. Co se týče propojení primitivních reflexů nebo Moroova reflexu konkrétně s ADHD (Attention Deficit Hyperactivity Disorder, hyperkinetická porucha), tak zde nenajdeme příliš vědeckých poznatků. V několika málo provedených studiích však najdeme, že diagnóza ADHD může být opravdu blízce spojena s přetrváváním Morova reflexu  . Může se tak dít proto, že přetrvávající reflex negativně ovlivňuje zrání kognitivních a motorických funkcí, a prostřednictvím rozvinutí ADHD jsou kompenzována některá nedokončená vývojová stádia v těchto oblastech. Ve výzkumech tohoto tématu se však stále nacházejí velké mezery a pro potvrzení spojení mezi ADHD a přetrváváním Moroova reflexu je potřeba jich uskutečnit více .

## Význam
Ve své práci Moro zdůrazňoval objímací aspekt reflexu a tvrdil, že je to primitivní pohyb podobný tomu, jaký můžeme pozorovat u primátů, kteří instinktivně objímají své matky a chytají se jich . Někteří autoři zase zdůrazňují fázi extenze paží . Pravý význam reflexu zůstává stále neobjasněn, ale nejčastěji bývá vysvětlován jako fyziologická reakce těla na náhlé nebo potenciální nebezpečí .